# Redor Pils
Redor Pils is een Belgisch pilsbier.
Het bier wordt gebrouwen in Brouwerij Dupont te Tourpes. Het is een blond bier met een alcoholpercentage van 5%.